# Компартменти клітини
Компартменти клітини (від англ. compartment — комірка, кімната, обмежений простір) — простір всередині клітини, оточений мембраною та пов'язаний з виконанням певної функції. Оскільки вся клітина оточена клітинною мембраною, то найбільшим компартментом є сама цитоплазма клітини з органелами.
Клітини прокаріотів не містять органел і лише зрідка мають замкнені мембрани, тому вони мають єдиний компартмент — цитоплазму, в якій здійснюються всі функції клітини, не розділені у просторі. У прокаріотів просторово пов'язані транскрипція, трансляція, метаболізм, секреція тощо. Тим не менш, гелеподібна структура речовини цитоплазми дозволяє частково обмежити рух речовин і напрям реакцій в компартменті прокаріотів.
Клітини евкаріотів окрім цитоплазми містять ядро, мембранні органели, систему замкнених мембран ендоплазматичного ретикулуму, різноманітні мембранні пухирці. Мембрани цих компартментів обмежують відносно автономні реакції, процеси, локалізують окремі речовини та іонний склад окремих частин клітини.

## Основні компартменти ядерної клітини
Клітина ядерних організмів поділяється на два помітно різних компартменти: ядро і цитоплазму з органелами. У цитоплазмі присутні одномембранні та двомембранні органели. Внутрішній вміст одномембранних органел зазвичай утворює один компартмент, тоді як у двомембранних мітохондрій і пластид наявні два чи більше компартменти. Ядро також оточене двома мембранами, проте міжмембранний простір ядерної оболонки (перинуклеарний простір) поєднаний з компартментом ендоплазматичного ретикулуму.

### Компартменти ядра

Ядерна пора, провздовжний переріз.1. Ядерна мембрана. 2. Зовнішнє кільце. 3. «Ричаг». 4. «Кошик». 5. Філаменти.Схема побудована за даними електронної мікроскопії.

Ядерна оболонка оточує внутрішній компартмент ядра — нуклеоплазму. У нуклеоплазмі знаходиться хроматин та відбуваються всі процеси з його залученням: транскрипція, процесинг РНК, ремоделювання хроматину, модифікації ДНК та інші. Нуклеоплазма з'єднується з цитоплазмою за допомогою комплексу білків ядерної пори.
Між двома мембранами ядра знаходиться перинуклеарний простір — компартмент глибиною у 30-50 нанометрів. Цей простір є фізично поєднаний з компартментом ендоплазматичного ретикулуму. 

### Компартменти ендоплазматичного ретикулуму
Функціонально компартмент ендоплазматичної сітки являє собою єдине ціле, проте просторово він складається з окремих везикул та цистерн. Деякі везикули виконують транспортну функцію, в інших відбувається укладка та модифікація білкових молекул. Компартмент ендоплазматичного ретикулуму є найбільшим депо іонів кальцію в клітині. Висока концентрація іонів кальцію забезпечується кальцієвим насосом ретикулуму.

### Компартменти апарату Гольджі
Апарат Гольджі розділений на декілька компартментів, у кожному з яких відбуваються власні біохімічні реакції. Разом вони утворюють біохімічний ланцюг, пов'язаний з хімічною модифікацією та дозріванням білків та інших молекул, які клітина виділяє назовні.

### Компартменти мітохондрій
Мітохондрії оточені двома мембранами. Простір внутрішньої мембрани утворює особливий компартмент — строму. Інший компартмент знаходиться між двома мембранами.

### Компартменти пластид
Хлоропласти та інші пластиди також мають дві спеціалізовані мембрани. Зазвичай компартмент строми, оточений зовнішньою мембраною, є спільним для всієї пластиди, а внутрішні мембрани утворюють з'єднані між собою або відокремлені пухирці — тилакоїди.

## Біохімічні реакції, локалізовані в певних компартментах
- Цикл Кребса — матрикс мітохондрій
- транскрипція РНК — нуклеоплазма
- Темнові реакції фотосинтезу — строма хлоропластів
- Глікозилювання білків — апарат Гольджі

## Рух речовин між компартментами
Мембранна оболонка компартменту перешкоджає вільному руху води, іонів, молекул між різними компартментами. Тим не менш, такий обмін постійно здійснюється, оскільки всі метаболічні шляхи є відкритими системами, куди мають надходити певні речовини і звідки мають прибиратися продукти реакції. Рух речовин здійснюється за двома шляхами: транспортом крізь мембрану та злиттям компартментів.
Мембрани не є абсолютно непроникними для речовин, жиророзчинні молекули здатні проходити крізь них. Окрім ліпідів мембрани містять транспортні білки, які дозволяють пройти крізь мембрану воді та розчинним у ній іонам та речовинам.